# Droga wojewódzka 505
Die Droga wojewódzka 505 (DW 505) ist eine Woiwodschaftsstraße in Polen, die im Westen der Woiwodschaft Ermland-Masuren in Nord-Süd-Richtung verläuft. Auf einer Länge von 37 Kilometern verbindet sie die Städte Frombork (Frauenburg), Młynary (Mühlhausen) und Pasłęk (Preußisch Holland) miteinander.
In ihrem Verlauf durchzieht die DW 505 den Powiat Braniewski (Kreis Braunsberg) und den Powiat Elbląski (Kreis Elbing) und stellt ein Bindeglied dar zwischen der Schnellstraße S 22, der Landesstraße 7 und den Woiwodschaftsstraßen 504, 509, 513, 526 und 527.

## Verlauf der DW 505
Woiwodschaft Ermland-Masuren:
Powiat Braniewski (Kreis Braunsberg):
- Frombork (Frauenburg) (→ DW 504: Braniewo ↔ Pogrodzie (Neukirch Höhe) – Elbląg (Elbing))
- Baranówka (Schafsberg)
- Jędrychowo (Heinrichsdorf)
- Włóczyska (Vierzighuben)
- Błudowo (Bludau) (→ S 22 (ehemalige Reichsautobahn Berlin–Königsberg): Elbląg ↔ Grzechotki (Rehfeld)/Mamonowo II (Heiligenbeil) – Kaliningrad (Königsberg (Preußen)))
- Płonne (Lohberg)
- Młynary (Mühlhausen) (→ DW 509: Elbląg ↔ Drwęczno (Wagten) (- Orneta (Wormditt)))
- Sąpy (Sumpf)

Powiat Elbląski (Kreis Elbing):
- Stegny (Steegen)

X Staatsbahn-Linie Nr. 204: Malbork (Marienburg) ↔ Braniewo (Braunsberg)/Mamonowo (Heiligenbeil) – Kaliningrad X
- Pasłęk (Preußisch Holland) (→ DK 7 (Europastraße 77): Danzig – Elbląg ↔ Ostróda (Osterode) – Warschau – Radom – Chyżne/Slowakei, DW 513: Pasłęk – Orneta (Wormditt) – Lidzbark Warmiński (Heilsberg) – Wozławki (Wusslack), DW 526: Pasłęk – Przezmark (Preußisch Mark) und DW 527: Dzierzgoń (Christburg) – Rychliki (Reichenbach) ↔ Morąg (Mohrungen) – Łukta (Locken) – Olsztyn (Allenstein))